# Happy!!福井に来とっけの〜
Happy!!福井に来とっけの〜（ハッピーふくいにきとっけのー）は、福井県が企画、アール・エフ・ラジオ日本と福井放送の共同制作で2024年4月29日から毎月1回放送されているラジオ番組。

## 概要
2017年4月から2024年3月まで7年間放送された『しあわせになるラジオ』をリニューアル。福井県で20代を過ごしたパトリック・ハーランと福井県出身の坂川陽香が福井県の魅力を紹介する。

## 放送局・放送時間
| 放送局       | 地上波   | radiko   | 放送時間             |
| ------------ | -------- | -------- | -------------------- |
| RFラジオ日本 | 神奈川県 | 関東地方 | 最終月曜 19:00-19:30 |
| FBC福井放送  | 福井県   | 福井県   | 最終月曜 21:30-22:00 |

## 放送日程
| 回 | 放送日         | 福井自慢                   | もっと知りたい!福井        |
| -- | -------------- | -------------------------- | -------------------------- |
| 1  | 2024年04月29日 | GWおすすめスポット         | 光る君へ 越前 大河ドラマ館 |
| 2  | 2024年05月27日 | 福井グルメ                 | レインボーライン山頂公園   |
| 3  | 2024年06月24日 | 恐竜                       | ツール・ド・ふくい         |
| 4  | 2024年07月29日 | 福井弁                     | ふくい桜マラソン2025       |
| 5  | 2024年08月26日 | メガネ                     | ONE PARK FESTVAL 2024      |
| 6  | 2024年09月30日 | いちほまれ                 | 越前若狭お城フェス2024     |
| 7  | 2024年10月28日 | ここが変やざ、福井!        | 永平寺町                   |
| 8  | 2024年11月25日 | 福井で楽しめるミュージアム | 越前ガニ                   |
| 9  | 2024年12月30日 | 年末年始の過ごし方         | 越前そば                   |